# Сосногорова Марія Олександрівна
Марія Олександрівна Данненберг, у шлюбі Славич, псевдонім Сосногорова (1820 або 1821  — 1891 , Крим ) — видавницяя щорічного «Путівника по Криму» (Одеса, 1874—1883, спільно з Григорієм Карауловим), авторка книги «Лівадія» (Одеса, 1872); співробітниця «Російського Вісника» (1875) та «Одеського Вісника». В останньому виданні вміщено її «Спогади» (1869).
Псевдонім є перекладом українською мовою її шведського дошлюбного прізвища — Данненберг.

## Біографія
Народилася Марія Данненберг близько 1820 року. На початку 1830 р. разом з батьками переїхала до Криму. Там одружилася з офіцером Славичем (згодом — генерал-майор) і під час своїх частих поїздок Кримом чудово вивчила край.
Літературну діяльність розпочала в «Одеському Віснику», де протягом багатьох років містилися її статті про кримські пам'ятки. У 1869 році у числах № 194 та 196 було надруковано її «Спогади» про Кримську компанію. Потім співпрацювала з «Російським вісником», де серед інших вийшла стаття «Мегалітичні пам'ятки в Криму».
У 1878 році разом з Григорієм Еммануїловичем Карауловим видала «Путівник по Криму», який витримав п'ять видань (1871, 1874, 1880, 1883, 1889) і користувався широкою популярністю як за повноту свого змісту, так і за масу цікавих історичних відомостей про кримські пам'ятки історії, яким видавці відвели більшу частину путівника.
Померла Марина Данненберг в Криму, на околицях Алушти, в середині грудня 1891 року.

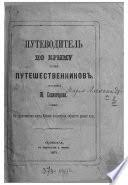
Путівник Марії Сосногорової, 1871, Одеса